# Liste der Kulturgüter in Lugano
Die Liste der Kulturgüter in Lugano enthält alle Objekte in der Gemeinde Lugano im Kanton Tessin, die gemäss der Haager Konvention zum Schutz von Kulturgut bei bewaffneten Konflikten, dem Bundesgesetz vom 20. Juni 2014 über den Schutz der Kulturgüter bei bewaffneten Konflikten sowie der Verordnung vom 29. Oktober 2014 über den Schutz der Kulturgüter bei bewaffneten Konflikten unter Schutz stehen.
Objekte der Kategorien A und B sind vollständig in der Liste enthalten, Objekte der Kategorie C fehlen zurzeit (Stand: 1. Januar 2023).

## Kulturgüter
| Foto | | Objekt | Kat. | Typ | Standort                                                                                | Beschreibung                 |
| ---- | --- | --- | ---- | --- | --------------------------------------------------------------------------------------- | ---------------------------- |
| ja   | Datei hochladen · Wikidata zu Pfarrkirche Sant’Agata (Q3672243)                                                         | Pfarrkirche Sant’Agata / Chiesa parrochiale di Sant’Agata KGS-Nr.: 05355                                                                                         | A    | G   | Cadro, Via dei Circoli 719813 / 100573                                                  |                              |
| ja   | Datei hochladen · Wikidata zu Kirche Santi Giorgio e Andrea und kommunale Loggia (Q3668194)                             | Kirche Santi Giorgio e Andrea und kommunale Loggia / Chiesa parrocchiale dei Santi Giorgio e Andrea e Loggia comunale KGS-Nr.: 05372                             | A    | G   | Carona, Piazza della Chiesa 716156 / 90765                                              |                              |
| ja   | Datei hochladen · Wikidata zu Kirche Madonna d’Ongero (Q3673638)                                                        | Kirche Madonna d’Ongero / Chiesa della Madonna d’Ongero KGS-Nr.: 05373                                                                                           | A    | G   | Carona, Via Madonna D'Ongero 818a.99 715250 / 89966                                     |                              |
| ja   | Datei hochladen · Wikidata zu Kirchenbezirk Santa Maria Assunta di Torello (Q3673348)                                   | Kirchenbezirk Santa Maria Assunta di Torello / Complesso di Santa Maria Assunta di Torello KGS-Nr.: 05375                                                        | A    | G   | Carona, Torello 714288 / 89487                                                          |                              |
| ja   | Datei hochladen · Wikidata zu Villa Favorita (Q2525093)                                                                 | Villa Favorita und Park / Villa Favorita e parco KGS-Nr.: 05379                                                                                                  | A    | G   | Castagnola, Via Riviera 14e–h 719292 / 95454                                            |                              |
| ja   | Datei hochladen · Wikidata zu Kathedrale San Lorenzo (Q672526)                                                          | Kathedrale San Lorenzo / Cattedrale di San Lorenzo KGS-Nr.: 05532                                                                                                | A    | G   | Via Cattedrale 716962 / 95909                                                           |                              |
| ja   | Datei hochladen · Wikidata zu Kirche Santa Maria degli Angioli (Q3673656)                                               | Kirche Santa Maria degli Angeli / Chiesa di Santa Maria degli Angeli KGS-Nr.: 05533                                                                              | A    | G   | Piazza Bernardino Luini 1 717009 / 95398                                                |                              |
| ja   | Datei hochladen · Wikidata zu Villa Ciani (Q25399317)                                                                   | Villa Ciani mit öffentlichem Park / Villa Ciani e giardino pubblico KGS-Nr.: 05534                                                                               | A    | G   | Piazza dell'Indipendenza 4 717580 / 95925                                               |                              |
| ja   | Datei hochladen · Wikidata zu Gebäude der Kantonsbibliothek Lugano (Q117478736)                                         | Kantonsbibliothek / Biblioteca cantonale KGS-Nr.: 05535 | A    | G   | Viale Carlo Cattaneo 6 717822 / 95884                                                   |                              |
| ja   | Datei hochladen · Wikidata zu Palazzo Riva (Via Francesco Soave) (Q29527333)                                            | Palazzo Riva, Via Francesco Soave KGS-Nr.: 05537 | A    | G   | Via Francesco Soave 9 717104 / 95892                                                    |                              |
| ja   | Datei hochladen · Wikidata zu Palazzo Riva (Via Massimiliano Magatti) (Q29527341)                                       | Palazzo Riva, Via Massimiliano Magatti KGS-Nr.: 05539 | A    | G   | Via Massimiliano Magatti 2 717267 / 95859                                               |                              |
| ja   | Datei hochladen · Wikidata zu Palazzo Riva (Via Pretorio) (Q29527349)                                                   | Palazzo Riva, Via Pretorio KGS-Nr.: 05540 | A    | G   | Via Pretorio 7 717190 / 96032                                                           |                              |
| ja   | Datei hochladen · Wikidata zu Kirche San Rocco (Q3671894)                                                               | Kirche San Rocco / Chiesa di San Rocco KGS-Nr.: 05545 | A    | G   | Piazzetta San Rocco 1 717379 / 95912                                                    |                              |
| ja   | Datei hochladen · Wikidata zu Rathaus (Q29527321)                                                                       | Rathaus / Palazzo Civico KGS-Nr.: 05554 | A    | G   | Piazza Alessandro Manzoni 1 717172 / 95792                                              |                              |
| ja   | Datei hochladen · Wikidata zu Propsteikirche San Giovanni Battista (Q3670461)                                           | Propsteikirche San Giovanni Battista / Chiesa prepositurale di San Giovanni Battista KGS-Nr.: 05742                                                              | A    | G   | Sonvico, Fanciúria 720125 / 101900                                                      |                              |
| ja   | Datei hochladen · Wikidata zu Oratorium San Martino (Q29527314)                                                         | Oratorium San Martino / Oratorio di San Martino KGS-Nr.: 05743                                                                                                   | A    | G   | Sonvico, Stráda de San Martín 2 720085 / 102360                                         |                              |
| ja   | Datei hochladen · Wikidata zu Kantonales Kunstmuseum Lugano (Q3329511)                                                  | Kantonales Kunstmuseum / Museo cantonale d’arte KGS-Nr.: 08626                                                                                                   | A    | S   | Via Canova 10 717327 / 95886                                                            |                              |
| ja   | Datei hochladen · Wikidata zu MASI: Städtisches Museum der schönen Künste (Q27484996)                                   | Städtisches Museum der schönen Künste / Museo civico delle belle arti KGS-Nr.: 08627                                                                             | A    | S   | Via Canova 10 717327 / 95886                                                            |                              |
| ja   | Datei hochladen · Wikidata zu Kantonales naturhistorisches Museum (Q3329515)                                            | Kantonales Naturhistorisches Museum / Museo cantonale di storia naturale KGS-Nr.: 08644                                                                          | A    | S   | Viale Carlo Cattaneo 4 717863 / 95968                                                   |                              |
| ja   | Datei hochladen · Wikidata zu Schweizerische Nationalphonothek (Q2256277)                                               | Schweizerische Nationalphonothek / Fonoteca Nazionale Svizzera KGS-Nr.: 08799                                                                                    | A    | S   | Via Soldino 9 716291 / 96056                                                            |                              |
| ja   | Datei hochladen · Wikidata zu Radiotelevisione svizzera di lingua italiana (RTSI), Dokumentation und Archiv (Q27484991) | Dokumentations- und Archivzentrum von RTSI KGS-Nr.: 09158 | A    | S   | Via Guglielmo Canevascini 7 716118 / 96316                                              |                              |
| ja   | Datei hochladen · Wikidata zu Biblioteca «Salita dei Frati» (Q27484968)                                                 | Bibliothek "Salita dei Frati" / Biblioteca "Salita dei Frati" KGS-Nr.: 09310                                                                                     | A    | S   | Salita dei Frati 4 717005 / 96305                                                       |                              |
| ja   | Datei hochladen · Wikidata zu Bestände der Kantonsbibliothek (Sammlung) (Q56229861)                                     | Bestände der Kantonsbibliothek / Fondi della biblioteca cantonale KGS-Nr.: 09347                                                                                 | A    | S   | Viale Carlo Cattaneo 6 717822 / 95884                                                   |                              |
| ja   | Datei hochladen · Wikidata zu Friedhof von Lugano (Q29527302)                                                           | Friedhofskomplex / Complesso cimiteriale KGS-Nr.: 10282 | A    | G   | Via Trevano 717843 / 97626                                                              |                              |
| ja   | Datei hochladen · Wikidata zu Palazzi Il Cardo, La Piccionaia und Kino Corso (Q29527329)                                | Palazzi Il Cardo, La Piccionaia und Kino Corso / Palazzi Il Cardo, La Piccionaia e cinema Corso KGS-Nr.: 10283                                                   | A    | G   | Via Giovan Battista Pioda 4, 6 717375 / 96096                                           |                              |
| ja   | Datei hochladen · Wikidata zu Mittelalterliche Siedlung Gandria und Kuppelfelsen "Sass dèla Predascia" (Q29884385)      | Mittelalterliche Siedlung Gandria und Kuppelfelsen Sass dèla Predascia / Insediamento medievale di Gandria e masso cuppellare Sass dèla Predascia KGS-Nr.: 12027 | A    | F   | Gandria 721460 / 96547                                                                  |                              |
| BW   | Datei hochladen · Wikidata zu Piazza Cioccaro, eisenzeitliche und römische Strukturen (Q117384099)                      | Piazza Cioccaro, eisenzeitliche und römische Strukturen / Piazza Cioccaro, strutture dell’età del ferro e di epoca romana KGS-Nr.: 00637                         | B    | F   | Piazza Cioccaro, 717070 / 95875                                                         |                              |
| ja   | Datei hochladen · Wikidata zu Pfarrkirche Sant’Ambrogio (Q3672345)                                                      | Pfarrkirche Sant’Ambrogio / Chiesa parrochiale di Sant’Ambrogio KGS-Nr.: 05264                                                                                   | B    | G   | Barbengo, Via alla Chiesa 1a 714370 / 90736                                             |                              |
| ja   | Datei hochladen · Wikidata zu Kirche San Carlo a Cernesio (Q3669737)                                                    | Kirche San Carlo a Cernesio / Chiesa di San Carlo a Cernesio KGS-Nr.: 05265                                                                                      | B    | G   | Barbengo, Via Cantonale 714620 / 90317                                                  |                              |
| ja   | Datei hochladen · Wikidata zu Pfarrkirche Santi Quirico e Giulitta (Q3668400)                                           | Pfarrkirche Santi Quirico e Giulitta / Chiesa parrochiale dei Santi Quirico e Giulitta KGS-Nr.: 05333                                                            | B    | G   | Breganzona, Via alla Chiesa di Biogno 715189 / 95701                                    |                              |
| ja   | Datei hochladen · Wikidata zu Haus Laurenti (Q29884325)                                                                 | Casa Laurenti KGS-Nr.: 05369 | B    | G   | Carabbia, Via Municipio 1 716216 / 92298                                                |                              |
| ja   | Datei hochladen · Wikidata zu Pfarrkirche San Siro und Pfarrhaus (Q29884366)                                            | Pfarrkirche San Siro und Pfarrhaus / Chiesa parrocchiale di San Siro e casa parrocchiale KGS-Nr.: 05370                                                          | B    | G   | Carabbia, Via Arbostora 28, 30 716099 / 92321                                           |                              |
| ja   | Datei hochladen · Wikidata zu Kirche Santa Marta (Q3674166)                                                             | Kirche Santa Marta / Chiesa di Santa Marta KGS-Nr.: 05374 | B    | G   | Carona, Via Santa Marta 715855 / 90502                                                  |                              |
| ja   | Datei hochladen · Wikidata zu Pfarrkirche San Giorgio (Q3670310)                                                        | Pfarrkirche San Giorgio / Chiesa parrochiale di San Giorgio KGS-Nr.: 05381                                                                                       | B    | G   | Castagnola, Piazza San Giorgio 3 719249 / 95720                                         |                              |
| BW   | Datei hochladen · Wikidata zu Oratorium San Pietro delle Erbette (Q29884394)                                            | Oratorium San Pietro delle Erbette / Oratorio di San Pietro delle Erbette KGS-Nr.: 05382                                                                         | B    | G   | Via Funicolare 10 718611 / 96100                                                        |                              |
| ja   | Datei hochladen · Wikidata zu Villa Livadia (Q29884427)                                                                 | Villa Livadia KGS-Nr.: 05383 | B    | G   | Castagnola, Via Riviera 34 719144 / 95554                                               |                              |
| ja   | Datei hochladen · Wikidata zu Pfarrkirche San Vigilio (Q3672153)                                                        | Pfarrkirche San Vigilio / Chiesa parrochiale di San Vigilio KGS-Nr.: 05460                                                                                       | B    | G   | Gandria, Via Furnet 721141 / 96078                                                      |                              |
| ja   | Datei hochladen · Wikidata zu Schweizerisches Zollmuseum (Q1725173)                                                     | Schweizerisches Zollmuseum / Museo doganale svizzero KGS-Nr.: 05461                                                                                              | B    | S   | Pugerna, Riva delle Cantine (Cantine di Gandria) 722591 / 95435                         |                              |
| ja   | Datei hochladen · Wikidata zu Kirche Santa Maria di Loreto (Q3674054)                                                   | Kirche Santa Maria di Loreto / Chiesa della Madonna di Loreto KGS-Nr.: 05542                                                                                     | B    | G   | Via Loreto 18, 18a 716726 / 95160                                                       |                              |
| ja   | Datei hochladen · Wikidata zu Kirche Sant’Antonio Abate (Q3672672)                                                      | Kirche Sant’Antonio Abate / Chiesa di Sant’Antonio Abate KGS-Nr.: 05543                                                                                          | B    | G   | Piazza Dante Alighieri 9 717183 / 95949                                                 |                              |
| ja   | Datei hochladen · Wikidata zu Kirche San Carlo (Q3669742)                                                               | Kirche San Carlo / Chiesa di San Carlo KGS-Nr.: 05544 | B    | G   | Via Nassa 26 717048 / 95696                                                             |                              |
| ja   | Datei hochladen · Wikidata zu Kapuzinerkirche und -kloster (Q3669219)                                                   | Kapuzinerkirche und -kloster / Chiesa e convento dei Cappuccini KGS-Nr.: 05546                                                                                   | B    | G   | Salita dei Frati 4 717008 / 96312                                                       |                              |
| ja   | Datei hochladen · Wikidata zu Palazzina Alhambra (Q29884403)                                                            | Palazzina Alhambra KGS-Nr.: 05547 | B    | G   | Corso Enrico Pestalozzi 21a, 21b 717414 / 96045                                         |                              |
| ja   | Datei hochladen · Wikidata zu Funicolare degli Angioli (Q29884380)                                                      | Funicolare degli Angioli KGS-Nr.: 05549 | B    | G   | Piazza Bernardino Luini 716874 / 95409                                                  |                              |
| ja   | Datei hochladen · Wikidata zu Hotel Splendide Royal (Q29884382)                                                         | Hotel Splendide Royale KGS-Nr.: 05551 | B    | G   | Riva Antonio Caccia 7 716773 / 94823                                                    |                              |
| ja   | Datei hochladen · Wikidata zu Kirche St. Josef, Lugano (Q3670628)                                                       | Kapuzinerkirche und -kloster San Giuseppe / Chiesa e monastero delle Cappuccine di San Giuseppe KGS-Nr.: 05552                                                   | B    | G   | Via Cantonale 2b 717128 / 96117                                                         |                              |
| ja   | Datei hochladen · Wikidata zu Palazzo Albertolli (Q29884405)                                                            | Palazzo Albertolli KGS-Nr.: 05553 | B    | G   | Via Canova 12 717362 / 95874                                                            |                              |
| BW   | Datei hochladen · Wikidata zu Palazzi Gargantini (Q29884400)                                                            | Palazzi Gargantini KGS-Nr.: 05556 | B    | G   | Via Guglielmo Marconi 2-4 / Riva Giocondo Albertolli 1-5 / Via Canova 18 717374 / 95827 |                              |
| ja   | Datei hochladen · Wikidata zu Hauptpost (Q29884411)                                                                     | Hauptpost / Posta centrale KGS-Nr.: 05557 | B    | G   | Via della Posta 7 717250 / 95954                                                        |                              |
| ja   | Datei hochladen · Wikidata zu Oratorium und Friedhof San Maurizio a Rovello (Q29884396)                                 | Oratorium und Friedhof San Maurizio a Rovello / Oratorio e masseria e cimitero di San Maurizio a Rovello KGS-Nr.: 05558                                          | B    | G   | Strada San Maurizio 717343 / 97908                                                      |                              |
| ja   | Datei hochladen · Wikidata zu Bahnhof Lugano (Q174946)                                                                  | SBB-Bahnhof / Stazione FFS KGS-Nr.: 05559 | B    | G   | Piazzale della Stazione 1–3 716831 / 96003                                              |                              |
| BW   | Datei hochladen · Wikidata zu Doppel-Mehrfamilienhaus (Q29884372)                                                       | Doppeltes Wohnhaus / Doppio palazzo d’appartamenti KGS-Nr.: 05560                                                                                                | B    | G   | Via Pasquale Lucchini 6–8 717655 / 96130                                                |                              |
| BW   | Datei hochladen · Wikidata zu Pfarrkirche San Pietro (Q117452660)                                                       | Pfarrkirche San Pietro / Chiesa parrochiale di San Pietro KGS-Nr.: 05667                                                                                         | B    | G   | Pambio-Noranco, San Pedru 1, 2 716021 / 93845                                           |                              |
| ja   | Datei hochladen · Wikidata zu Pfarrkirche Santa Maria a Pazzalino (Q1115718)                                            | Pfarrkirche Santa Maria a Pazzalino / Chiesa parrochiale di Santa Maria a Pazzalino KGS-Nr.: 05687                                                               | B    | G   | Pregassona, Sagrato di Pazzalino 718950 / 97303                                         |                              |
| ja   | Datei hochladen · Wikidata zu Kirche San Nazario (Q3671389)                                                             | Kirche San Nazario / Chiesa di San Nazario KGS-Nr.: 05741 | B    | G   | Sonvico, Strada della Castellanza 719632 / 101471                                       |                              |
| ja   | Datei hochladen · Wikidata zu Kirche Madonna di Loreto (Q3674056)                                                       | Kirche Madonna di Loreto / Chiesa della Madonna di Loreto KGS-Nr.: 05744                                                                                         | B    | G   | Sonvico, Stradòn 9 720244 / 102017                                                      |                              |
| ja   | Datei hochladen · Wikidata zu Pfarrkirche Santa Maria Assunta (Q3673351)                                                | Pfarrkirche Santa Maria Assunta / Chiesa parrochiale di Santa Maria Assunta KGS-Nr.: 05768                                                                       | B    | G   | Villa Luganese, Piázza dra Gésa 3 720331 / 101417                                       |                              |
| BW   | Datei hochladen · Wikidata zu SIK-ISEA, Kontaktstelle für die italienischsprachige Schweiz (Q117452482)                 | SIK-ISEA, Kontaktstelle für die italienischsprachige Schweiz / SIK-ISEA, ufficio di contatto per la Svizzera italiana KGS-Nr.: 07095                             | B    | S   | Via Canova 10 717333 / 95840                                                            |                              |
| ja   | Datei hochladen · Wikidata zu Museum der Kulturen Lugano (MUSEC) (Q665206)                                              | Museo delle Culture KGS-Nr.: 08568 | B    | S   | Castagnola, Villa Malpensata 716838 / 94988                                             |                              |
| BW   | Datei hochladen · Wikidata zu Stadtarchiv Lugano (Q27484932)                                                            | Historisches Archiv der Stadt Lugano / Archivio storico della Città di Lugano KGS-Nr.: 10594                                                                     | B    | S   | Castagnola, Piazza Carla Cattaneo 1 719183 / 95608                                      |                              |
| BW   | Datei hochladen · Wikidata zu Haus Citron (Q29884313)                                                                   | Haus Citron / Casa Citron KGS-Nr.: 11932 | B    | G   | Carona, Via Canavaa 6 715918 / 90659                                                    |                              |
| BW   | Datei hochladen · Wikidata zu Haus Sciaredo (Q29884328)                                                                 | Haus Sciaredo / Casa Sciaredo KGS-Nr.: 11961 | B    | G   | Barbengo, Via alla Chiesa 3 714330 / 90656                                              |                              |
| BW   | Datei hochladen · Wikidata zu Mehrfamilienhaus (Q29884316)                                                              | Mehrfamilienhaus / Casa d’appartamenti KGS-Nr.: 11962 | B    | G   | Via Bertaro Lambertenghi 6 717684 / 96469                                               |                              |
| BW   | Datei hochladen · Wikidata zu Mehrfamilienhaus (Q29884318)                                                              | Mehrfamilienhaus / Casa d’appartamenti KGS-Nr.: 11963 | B    | G   | Via Giuseppe Curti 19, 19a 717595 / 96435                                               |                              |
| BW   | Datei hochladen · Wikidata zu Mehrfamilienhaus Domus Pax (Q29884319)                                                    | Mehrfamilienhaus Domus Pax / Casa d’appartamenti Domus Pax KGS-Nr.: 11964                                                                                        | B    | G   | Via Torquato Tasso 1, 3 716925 / 95737                                                  |                              |
| ja   | Datei hochladen · Wikidata zu Mehrfamilienhaus Rotonda (Q29884323)                                                      | Mehrfamilienhaus Rotonda / Casa d’appartamenti Rotonda KGS-Nr.: 11965                                                                                            | B    | G   | Via Romeo Manzoni 8 716665 / 96044                                                      |                              |
| BW   | Datei hochladen · Wikidata zu Volks-Mehrfamilienhaus (Q29884326)                                                        | Mehrfamilienhaus / Casa popolare d'appartamenti KGS-Nr.: 11966                                                                                                   | B    | G   | Via Adolfo e Oscar Torricelli 2–6 717680 / 97872                                        |                              |
| ja   | Datei hochladen · Wikidata zu Mehrfamilienhaus La Torre (Q29884321)                                                     | Mehrfamilienhaus La Torre / Casa d’appartamenti La Torre KGS-Nr.: 11967                                                                                          | B    | G   | Via delle Scuole 1 718346 / 96102                                                       |                              |
| ja   | Datei hochladen · Wikidata zu Villa Helios (Q29884423)                                                                  | Villa Helios KGS-Nr.: 11968 | B    | G   | Castagnola, Via Riviera 18 718937 / 95592                                               | 1903 erbaut von Otto Maraini |
| ja   | Datei hochladen · Wikidata zu Kirche Santa Maria Immacolata Lugano (Q3673402)                                           | Kirche Santa Maria Immacolata / Chiesa di Santa Maria Immacolata KGS-Nr.: 11969                                                                                  | B    | G   | Via Pietro Peri 717092 / 96012                                                          |                              |
| ja   | Datei hochladen · Wikidata zu Italienisches Konsulat (Gebäude) (Q29884370)                                              | Italienisches Konsulat / Consolato d’Italia KGS-Nr.: 11970 | B    | G   | Via Ferruccio Pelli 16 717162 / 96404                                                   |                              |
| ja   | Datei hochladen · Wikidata zu Ehemaliges Asilo Ciani (Q29884375)                                                        | Ehemaliges Asilo Ciani / ex Asilo Ciani KGS-Nr.: 11971 | B    | G   | Viale Carlo Cattaneo 5 717577 / 96075                                                   |                              |
| BW   | Datei hochladen · Wikidata zu Ehemaliges Architekturatelier Chiattone (Q29884377)                                       | Ehemaliges Architekturatelier Chiattone / ex studio d’architettura Chiattone KGS-Nr.: 11972                                                                      | B    | G   | Via Carlo Frasca 1 717466 / 96084                                                       |                              |
| ja   | Datei hochladen · Wikidata zu Das Taubenhaus (Q29884386)                                                                | Das Taubenhaus / La Piccionaia KGS-Nr.: 11973 | B    | G   | Corso Enrico Pestalozzi 21 717372 / 96061                                               |                              |
| ja   | Datei hochladen · Wikidata zu Öffentlicher Schlachthof (Q29884389)                                                      | Öffentlicher Schlachthof / Macello pubblico KGS-Nr.: 11974 | B    | G   | Viale Cassarate 8 717797 / 96359                                                        |                              |
| ja   | Datei hochladen · Wikidata zu Palazzi della Galleria (Q29884399)                                                        | Palazzi della Galleria KGS-Nr.: 11975 | B    | G   | Via della Posta 2, 4 717300 / 95923                                                     |                              |
| ja   | Datei hochladen · Wikidata zu Palazzo degli Studi (Q29884407)                                                           | Palazzo degli Studi KGS-Nr.: 11976 | B    | G   | Viale Carlo Cattaneo 4 717873 / 95966                                                   | 1903 erbaut von Otto Maraini |
| BW   | Datei hochladen · Wikidata zu Palazzo delle Dogane (Q29884408)                                                          | Palazzo delle Dogane KGS-Nr.: 11977 | B    | G   | Via Giovan Battista Pioda 10, 12 717411 / 96195                                         |                              |
| ja   | Datei hochladen · Wikidata zu Oratorium Santi Pietro e Paolo a Rolino (Q3884432)                                        | Oratorium Santi Pietro e Paolo a Rolino / Oratorio dei Santi Pietro e Paolo a Rolino KGS-Nr.: 11978                                                              | B    | G   | Pregassona, Via San Pietro 719091 / 98347                                               |                              |
| BW   | Datei hochladen · Wikidata zu Kindergarten in Montarina (Q29884416)                                                     | Kindergarten in Montarina / Scuola materna a Montarina KGS-Nr.: 11979                                                                                            | B    | G   | Via Giuseppe Stabile 8 716542 / 95856                                                   |                              |
| ja   | Datei hochladen · Wikidata zu OCST-Gebäude mit Hotel (Q29884419)                                                        | OCST-Gebäude mit Hotel / Stabile OCST con albergo KGS-Nr.: 11980                                                                                                 | B    | G   | Via Serafino Balestra 19 717578 / 96317                                                 |                              |
| ja   | Datei hochladen · Wikidata zu Villa La Belgique (Q29884425)                                                             | Villa La Belgique KGS-Nr.: 11981 | B    | G   | Via Castausio 13, 13a 717302 / 96987                                                    | 1912 erbaut von Otto Maraini |
| BW   | Datei hochladen · Wikidata zu Kleine Villa in Montarina (Q29884430)                                                     | Kleine Villa in Montarina / Villino a Montarina KGS-Nr.: 11982                                                                                                   | B    | G   | Via Francesco Borromini 10 716606 / 95844                                               |                              |
| BW   | Datei hochladen · Wikidata zu Mittelalterliche Burgruine Premona (Q29884414)                                            | Premona, mittelalterliche Burgruine / Premona, ruderi del castello medievale KGS-Nr.: 12020                                                                      | B    | G   | Barbengo 713900 / 90299                                                                 |                              |
| ja   | Datei hochladen · Wikidata zu Ehemaliges mittelalterliches Kloster Santa Maria degli Angeli (Q29884312)                 | Ehemaliges mittelalterliches Kloster Santa Maria degli Angeli / Antico convento medievale di Santa Maria degli Angeli KGS-Nr.: 12026                             | B    | F   | Piazza Bernardino Luini 4 717000 / 95368                                                |                              |
| BW   | Datei hochladen · Wikidata zu Pfarrkirche Santi Pietro e Paolo (Q3668355)                                               | Pfarrkirche Santi Pietro e Paolo / Chiesa parrochiale dei Santi Pietro e Paolo KGS-Nr.: 12051                                                                    | B    | G   | Valcolla, Colla 725018 / 105962                                                         |                              |
| BW   | Datei hochladen · Wikidata zu Historisches Archiv der Diözese Lugano (Q27484910)                                        | Historisches Archiv der Diözese Lugano / Archivio storico della diocesi di Lugano KGS-Nr.: 12572                                                                 | B    | S   | Via Borghetto 6 716977 / 95782                                                          |                              |
| ja   | Datei hochladen | Radiostudio der italienischsprachigen Schweiz / Studio Radio della Svizzera italiana KGS-Nr.: 16916                                                              | B    | G   | Via Guglielmo Canevascini 7 716119 / 96317                                              |                              |
| BW   | Datei hochladen | Schiffswerft der Schifffahrtsgesellschaft des Luganersees / Cantiere di navigazione della Società navigazione Lago di Lugano KGS-Nr.: 17215                      | B    | G   | Castagnola, Viale Castagnola 12 718252 / 96050                                          |                              |
| BW   | Datei hochladen · Wikidata zu Haus Guidini (Q117467256)                                                                 | Haus Guidini / Casa Guidini KGS-Nr.: 17216 | B    | G   | Barbengo, Piazza Guidini 10 714342 / 90938                                              |                              |

## Übrige Baudenkmäler
Hinweis: Anstelle der KGS-Nummer wird als Objekt-Identifikator (ID) eine Nummer des Kantonalen Inventars geschützter und schützenswerter Bauten verwendet.
| ID    | Foto |                                                                   | Objekt                                            | Typ | Standort                       | Beschreibung |
| ----- | ---- | ----------------------------------------------------------------- | ------------------------------------------------- | --- | ------------------------------ | ------------ |
| A5858 | ja   | Datei hochladen · Wikidata zu Einfamilienhaus Felder (Q123083025) | Einfamilienhaus Felder / Casa unifamiliare Felder | G   | al Ronco Riva 9 716370 / 94911 |              |